# Codex Boernerianus
Der Codex Boernerianus (Gregory-Aland no. Gp oder 012, α 1028 von Soden) ist eine griechisch-lateinische Handschrift der Paulusbriefe, welche auf das 9. Jahrhundert datiert wird. Der Codex wurde in der Fürstabtei St. Gallen in der Schweiz geschrieben. Der Codex besteht aus 99 beschriebenen Pergamentblättern (25 auf 19 cm); allerdings fehlen dem Codex einige Teile der Paulusbriefe (Röm 1,1–4; 2,17–34; 1 Kor 3,8–16; 6,7–14; Kol 2,1–8; Phil 21–25, Hebräerbrief). Das Format ist 21 × 16,5 cm, der Text steht in eine Spalte mit 20–26 Zeilen. 

## Beschreibung
Die griechischen Unzialbuchstaben sind dick und derb, die lateinischen sind Minuskeln. Der lateinische Text ist zwischen den griechischen Zeilen geschrieben. Spiritus asper, lenis und Akzente im griechischen Text fehlen. 
Es bestehen Ähnlichkeiten zum Codex Augiensis und zum Codex Claromontanus. 
Text
Der griechische Text des Codex repräsentiert den westlichen Texttyp. 
Er wird der Kategorie III zugeordnet.
Textvarianten
Röm 6,5 αλλα και της αναστασεως ] αμα και της αναστασεως
Röm 12,11 κυριω ] καιρω
Röm 15,31 διακονια ] δωροφορια – B D Ggr
Röm 16,15 Ιουλιαν ] Ιουνιαν – Codex Ephraemi.
Philip 4:7 νοηματα ] σωματα — F G

## Irische Verse

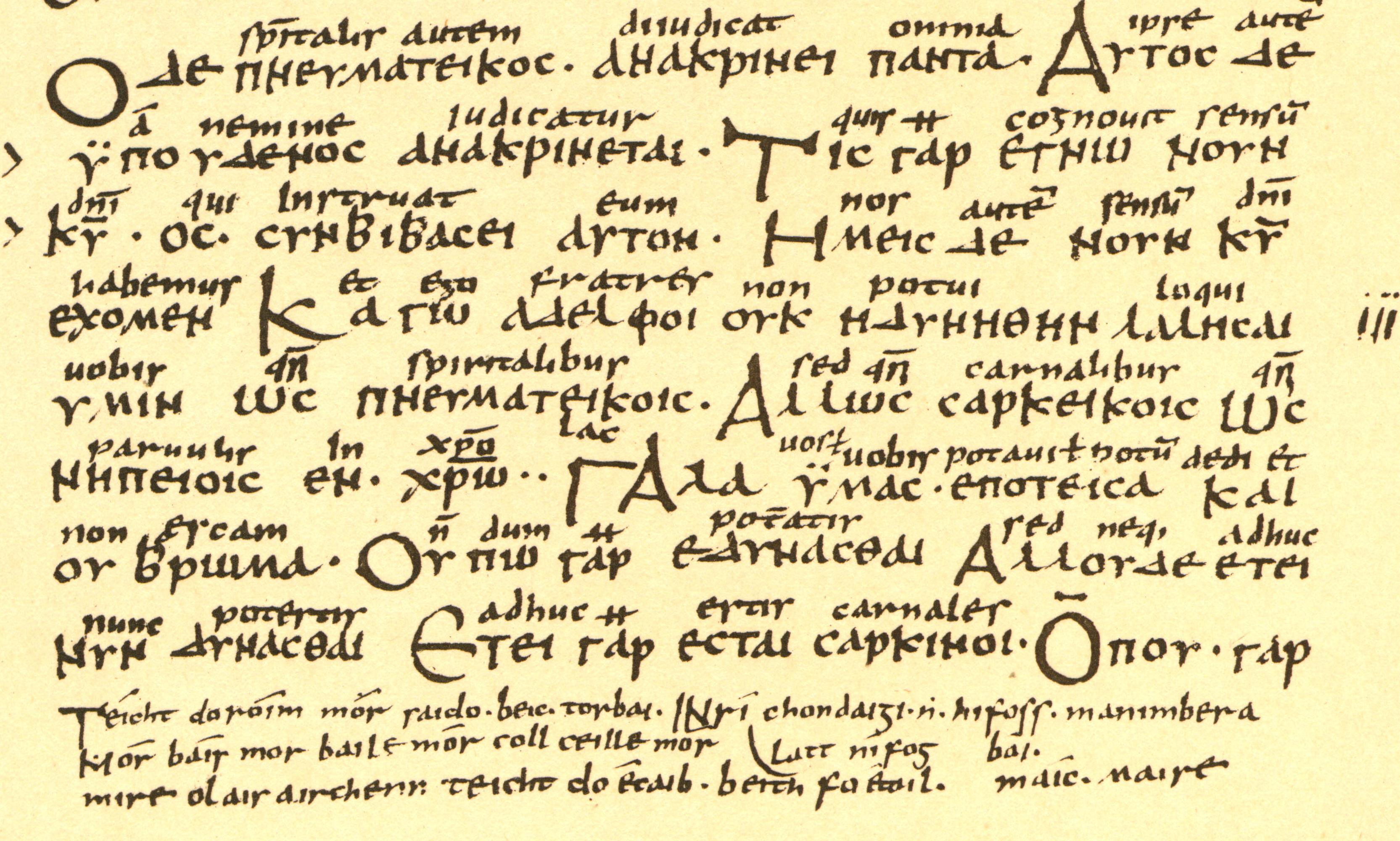
Irischen Verse (3 Zeilen)

Auf folio 23 recto stehen die irischen Verse geschrieben: 
Téicht do róim [téicht do róim]
Mór saido becic torbai
Inrí chondaigi hifoss
Manimbera latt ni fog bai.
Mór báis mor baile
Mór coll ceille mór mise
Olais aurchenn teicht dóecaib
Beith fó étoil maic Maire.
Übersetzung: 
„Nach Rom gehen
Viel Mühe, wenig Nutzen!
Der König, den du hienieden suchst,
Wenn du ihm mich mitbringst, findest du (ihn) nicht.
Groß die Torheit, groß der Wahnsinn!
Groß die Verderbnis des Sinns, groß der Irrsinn!
Weil in den Tod gehen sicher bevorsteht,
Soll es sein unter ... von Mariens Sohn!“

## Geschichte der Handschrift
Der Codex wurde nach verbreiteter Annahme gegen Ende des 9. Jahrhunderts von einem irischen Mönch, vermutlich im Kloster zu St. Gallen, geschrieben. Diese Handschrift gehörte Paul Junius in Leiden. Junius starb 1670 und die Handschrift gelangte in die Hände von Peter Franz (1645–1704) in Amsterdam, bei dem sie A. Bynaeus 1690 verglich. Im Jahr 1705 kaufte sie der Leipziger Theologe Christian Friedrich Börner (1685–1753) – daher Boernerianus. Nach dem Tode Börners wurde die Handschrift in Dresden aufbewahrt. 
Der Codex wird in der Sächsischen Landesbibliothek – Staats- und Universitätsbibliothek in Dresden unter der Signatur Mscr. Dresd. A.145.b aufbewahrt.